# Anglicanorum coetibus
Anglicanorum coetibus (Grupos de anglicanos) es una constitución apostólica de Benedicto XVI del 4 de noviembre de 2009.

## Contenido
Esta constitución (la única promulgada por Benedicto XVI) contiene las disposiciones a seguir para «la institución de ordinariato personal para los anglicanos que desean volver a la plena comunión con la Iglesia católica». Se dirige a los grupos de fieles, laicos y sacerdotes anglicanos que desean volver al catolicismo, manteniendo sus ritos y tradiciones.
La constitución apostólica prevé el mantenimiento de algunos elementos del patrimonio espiritual y litúrgico anglicano, entre los cuales el uso de libros de la liturgia anglicana aprobados de la Santa Sede, la facultad de erigir seminarios, la posibilidad de admitir al presbiterado católicos ministros anglicanos (también obispos) ya casados (el rito de ordenación anglicano es considerado no válido por la Iglesia Católica, por lo tanto los sacerdotes anglicanos necesitan un nuevo orden).
La publicación del documento vino después de que algunos fieles pertenecientes a la Comunión anglicana tradicional, solicitaran a la Santa Sede poder volver al catolicismo.
El ala más progresista del anglicanismo sigue manteniendo una actitud reticente en materia del sacerdocio de mujeres y de homosexuales declarados.
Entre las principales novedades introducidas por la constitución apostólica, se encuentra la facultad de los seminarios del ordinariato de «presentar al Santo Padre la solicitud de admisión de hombres casados al orden sacerdotal» (o la posibilidad, en casos particulares y con la aprobación del Papa, de ordenar hombres casados, como una excepción al celibato eclesiástico) y la creación de una tradición litúrgica anglicana acorde a la de la Iglesia Católica.
En 2013 Francisco agregó un párrafo a las regulaciones que afectan a la incorporación de los ordinariatos fieles, hasta ahora solo posible para los fieles procedentes del anglicanismo. Con la nueva normativa también les puede incorporar esos fieles católicos bautizados que habían abandonado la fe y regresan a ella a través de tal ordinariato.

## Ordinariatos eregidos
La Congregación para la Doctrina de la Fe erigió tres ordinariatos mediante la constitución apostólica:
| Ordinariatos personales anglicanos | |
| Escudo                             | Ordinariato                                                                                              |
|                                    | Ordinariato personal de Nuestra Señora de Walsingham para los fieles de Inglaterra y Gales               |
|                                    | Ordinariato personal de la Cátedra de San Pedro para los fieles de Estados Unidos de América y de Canadá |
|                                    | Ordinariato personal de Nuestra Señora de la Cruz del Sur para los fieles de Australia                   |